# Opopaea deserticola
Opopaea deserticola är en spindelart som beskrevs av Simon 1891. Opopaea deserticola ingår i släktet Opopaea och familjen dansspindlar. Inga underarter finns listade i Catalogue of Life.